# Cerámica campana

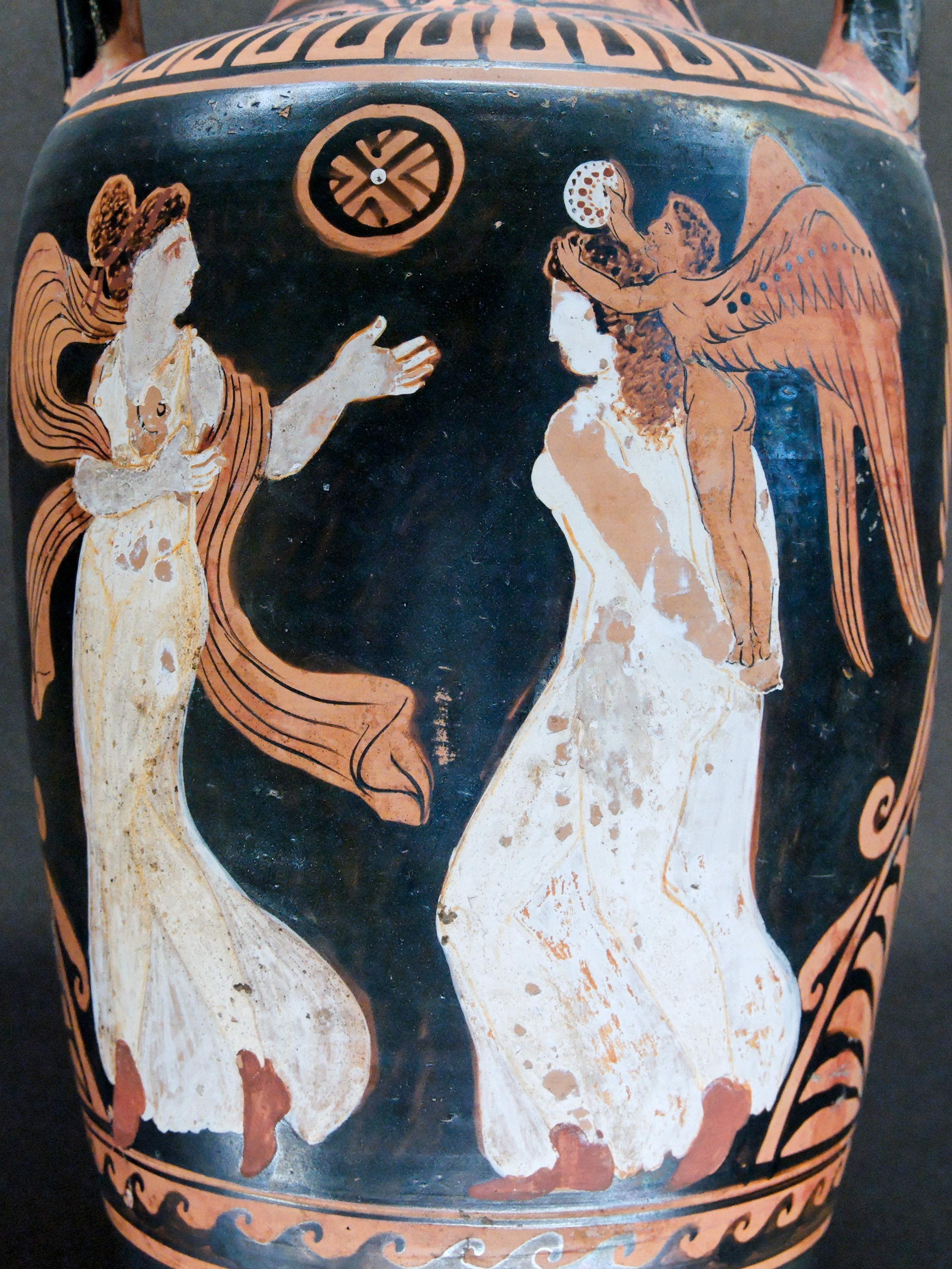
Pintor de Ixión, ánfora de cuello de figuras rojas. París, Museo del Louvre, número de inventario CA3202.

La cerámica campana es la cerámica de figuras rojas producida en Campania, a partir del 380 a. C. aproximadamente, bajo la influencia de los artesanos siciliotas de segunda generación, seguidores del Pintor de Dirce.  

## Descripción
Los temas más representados son mitológicos, dionisíacos y funerarios; una peculiaridad campana consiste en guerreros con armadura indígena; son raras las escenas con farsas flíacas, mientras que son frecuentes las cabezas femeninas. Las pieles femeninas suelen indicarse con un repinte blanco, al contrario de lo que ocurre en la cerámica apulia. Las formas más comunes en la cerámica campana son, además de la bail amphora indígena —a veces llamada sítula—, la crátera de campana, la hidria, la cótila y el lécito aribalístico.

## Estilos
El grupo de Capua comprende inicialmente al Pintor de Casandra y sus seguidores (Capua I).  Durante esta primera fase, la escuela campana se asemeja a la producción ática del último cuarto del siglo V a. C.; a partir del 360 a. C. se divide en dos grupos diferentes, situados en Capua y Cumas, que no sobreviven al cambio de siglo.A un periodo posterior (Capua II) pertenecen el Pintor de Capua con su grupo y el Grupo AV. A pesar de la cercanía de los lugares donde se encontraron, esta segunda fábrica es muy diferente en estilo a la anterior; dentro de los grupos principales hay subgrupos y personalidades únicas. En el Grupo AV, donde destaca el Pintor de las danaides,predominan los vasos de dimensiones pequeñas.
La producción más antigua de Cumas está representada por el Pintor CA y su grupo; se trata de vasos de gran tamaño, pintados en un estilo que recuerda a las obras áticas del siglo IV a. C., y caracterizados por una ornamentación floral muy desarrollada, así como por una brillante policromía. La obra del Pintor APZ y sus seguidores, caracterizada por una mayor influencia de la cerámica apulia, pertenece al mismo taller, pero a un periodo posterior. 